# Clorofilmetru
Clorofilmetrul este un aparat electronic de măsurare a conținutului de clorofilă din frunze. Este neinvaziv și funcționează spectrofotometric.